# Sainte Anne trinitaire de Plounévez-Moëdec
Le groupe sculpté Sainte Anne trinitaire de l'église Saint-Pierre à Plounévez-Moëdec, une commune du département des Côtes-d'Armor dans la région Bretagne en France, est une Sainte Anne trinitaire datant du XVIe siècle. La sculpture en bois polychrome a été inscrite monument historique au titre d'objet le 1er juin 1972.

## Description
Sainte Anne, debout, portant une guimpe, tient un livre dans sa main droite. La Vierge, coiffée d'une couronne rapportée, porte l'Enfant sur le bras droit. Celui-ci, vêtu d'une tunique, tient un globe d'une main et pose l'autre sur le sein de sa mère.